# Give That Wolf a Banana
«Give That Wolf a Banana» (с англ. — «Дайте этому волку банан») — песня норвежской группы Subwoolfer, с которой представляли Норвегию на конкурсе песни «Евровидение-2022» в Турине, Италия.

## Евровидение

### Melodi Grand Prix 2022
Примерно через неделю после песенного конкурса «Евровидение-2021» NRK официально открыла для авторов песен прием заявок на участие в конкурсе Melodi Grand Prix 2022. Окно подачи заявок должно было закрыться 15 августа 2021 года, но позже было продлено до 15 сентября 2021 года. Конкурс был открыт для всех авторов песен, и каждый автор мог представить до трёх песен. У каждой песни должен был быть по крайней мере один норвежский автор, чтобы «расставить приоритеты и продвигать норвежскую музыкальную сцену». В дополнение к открытой заявке, NRK также искала возможные заявки с помощью целевого поиска и прямого диалога с норвежской музыкальной индустрией. В конце ноября 2021 года было сообщено, что для участия в конкурсе была отобрана 21 заявка. Первоначально список артистов-участников планировалось объявить 6 января 2022 года, а их записи позже. Однако позже было решено, что они будут объявлены вместе 10 января.
Песня «Give That Wolf a Banana» вошла в число пяти участников, прошедших предварительную квалификацию, чтобы попасть в финал. Финал состоится 19 февраля 2022 года. Песня прошла в Золотой финал вместе с тремя другими, а затем и в первую двойку, чтобы перейти к Золотой дуэли. Песня в конечном итоге выиграла Золотую дуэль и, как результат, представила Норвегию на конкурсе песни «Евровидение-2022».

### Турин
Конкурс песни «Евровидение 2022» прошёл в PalaOlimpico в Турине, Италия, и состоял из двух полуфиналов, которые состоялись в соответствующие даты 10 и 12 мая, и гранд-финала 14 мая 2022 года. Согласно правилам Евровидения, все страны-участницы, за исключением принимающей страны и «Большой пятерки», состоящей из Франции, Германии, Италии, Испании и Великобритания, должны пройти квалификацию в одном из двух полуфиналов, чтобы побороться за выход в финал; 10 лучших стран из их соответствующих полуфиналов проходят в финал.. Норвегия выступила в первом полуфинале, который состоялся 10 мая 2022 года, где они заняли 7-е место и прошли в финал. В финале, состоявшийся 14 мая 2022 года, заняли 10-е место, набрав в общей сложности 182 очка.

## Версия для Святого Валентина
11 февраля 2022 года Subwoolfer выпускают для Святого Валентина версию песни «Give a Wolf a Romantic Banana» (рус. «Дайте этому волку романтичный банан»)